# Saunders Mac Lane
Saunders Mac Lane (Taftville, 4 de agosto de 1909 — São Francisco, 14 de abril de 2005) foi um matemático estadunidense.
Juntamente com Samuel Eilenberg é reconhecido como fundador da teoria das categorias.

## Vida
Seu pai, um religioso, faleceu em 1924. Foi morar com os avós, completando o ensino médio em 1926. De 1926 a 1930 estudou na Universidade Yale. Após completado o curso obteve uma bolsa de pesquisa de um ano na Universidade de Chicago, onde encontrou Eliakim Hastings Moore, que o aconselhou em 1931 fazer o doutorado na Universidade de Göttingen, na época o centro das pesquisas matemáticas.
Em 19 de julho de 1933 entregou a tese com o título Abgekürzte Beweise im Logikkalkül e defendeu-a em 26 de maio de 1934 perante Hermann Weyl e Paul Bernays.
Devido à situação política na Alemanha, Mac Lane retornou em seguida para os Estados Unidos.

## Pesquisa
Nos Estados Unidos passou pelas universidades de Yale, Harvard, Cornell e Chicago, antes de obter uma vaga como professor assistente em Harvard, em 1938.
Em 1941 publicou com Garrett Birkhoff A Survey of Modern Algebra, que logo em seguida tornou-se livro texto padrão de álgebra.
Durante a Segunda Guerra Mundial lecionou e pesquisou matemática aplicada na Universidade Columbia em Nova Iorque e foi chamado em 1947 para assumir uma cátedra em Chicago.
Desde 1943 trabalhou com Samuel Eilenberg sobre topologia e em especial álgebra homológica, introduzindo os espaços de Eilenberg-Mac-Lane. Em 1945 lançaram os fundamentos da teoria das categorias, com a publicação "General Theory of Natural Equivalences", Trans. Amer. Math. Soc., 58:231-294, 1945.

## Condecorações
- 1986: Prêmio Leroy P. Steele for Lifetime Achievement.

## Obras
- com Garrett Birkhoff: A Survey of Modern Algebra. Nova Iorque : Macmillan, 1977, ISBN 0-02-310070-2.
- Mathematics Form and Function. Nova Iorque : Springer, 1986, ISBN 0-387-96217-4.
- Categories for the Working Mathematician. Nova Iorque : Springer, 1998, ISBN 0-387-98403-8.